# Marcel Jézo
Marcel Marie Jézo, né le 27 juin 1910 à Colpo (Morbihan) et mort le 24 juin 1971 dans la même ville, est un coureur cycliste français spécialiste de la piste. Il est considéré comme le troisième meilleur sprinter français dans le milieu des années trente.

## Biographie
Marcel Jézo est né le 27 juin 1910 à Colpo, petit village du Morbihan situé entre Vannes et Pontivy. Aîné de six enfants, deux filles et quatre garçons (Roger, Sylvère et Hubert, seront aussi coureurs cyclistes), il est de bonne heure habitué aux  travaux de la terre. Marcel doit, dès l'âge de douze ans, remplacer son père, grand malade à la suite de la Première Guerre mondiale , pour conduire la ferme.
Jézo vient au cyclisme en 1929, par l'intermédiaire d'un de ses concitoyens, Jean Le Gall. Il commence par faire des courses de pardons. Ferdinand Le Drogo fait sa connaissance en 1931, dans le circuit du Morbihan. Il remarque sa pointe de vitesse et, en 1932, il conseille à Jézo de venir tenter sa chance à Paris. Marcel Jézo laisse à ses frères le petit commerce de cycles qu'il vient de monter à Colpo et débarque dans la capitale. Il court d'abord à Saint-Denis et fait merveille dans une américaine.
Puis Jezo s'engage dans la Course de la Médaille. Le premier jour, pour avoir oublié de retirer son dossard au quartier des coureurs, il se voit interdire le départ dans sa série. Jezo est autorisé à participer, en fin de séance, à une série de repêchage. Jezo gagne avec 60 mètres d'avance réalisant, avec 22x7, le remarquable temps de 15" 3/5 sur le dernier tour, battant le record de la Médaille, établi par Michard avec 15" 4/5,. Le dimanche suivant, Jezo gagne de nouveau aisément et, au mois d'avril, dans la grande finale, il bat Pierre Ragot et Hittinger. Il est " managé " par l'abbé Le Bayon qui l'accompagne dans ses déplacements en Bretagne,.
Il gagne le Grand Prix de Paris des Amateurs et Indépendants, et, à la fin de la saison 1933, il remporte le championnat de France de vitesse des aspirants à Vichy,.
En avril 1934, après avoir remporté le Grand Prix d'Ouverture, au vélodrome Petit-Breton à Nantes, en battant Lucien Michard et Albert Richter, il éclate un pneu en finale du Grand Prix de vitesse et chute lourdement,,. Une fêlure au crâne, lui impose trois mois de repos forcé. Il participe néanmoins aux championnats du monde 1934 en août à Leipzig.
En 1935, il bat Louis Gérardin en demi-finale du Grand Prix d'Hiver de vitesse 1934/35 et se révèle comme le troisième meilleur sprinteur français du moment. En avril de la même année, il se fracture la rotule en revenant d'un entrainement sur route,. Ce qui l'oblige à cinq mois d''inactivité.
En mai 1936, durant la finale du Grand Prix de Cholet, il touche la roue d'un concurrent, chute et se fracture le poignet. Ce qui l'oblige à trois nouveaux mois d'inactivité.
En mars 1937, il gagne le Critérium National de vitesse à Buffalo, devant Gérardin et Faucheux, en ayant éliminé Lucien Michard en demi-finale,.
Fin 1938, il ouvre un magasin de cycles et d'articles de sport à Lorient,.
En juin 1941, il gagne le premier critérium de vitesse de Bretagne des professionnels devant Jean Caugant.
En 1947, il participe encore aux  championnats de France de vitesse,.

## Palmarès

### Championnat de France
- Champion de France de vitesse des aspirants : 1933

### Championnat régional
- Champion du Morbihan : 1945

### Grand Prix
- Grande finale de la Médaille : 1933
- Grand Prix de Paris amateurs : 1933
- Prix de l'Espérance : 1934[26]
- 3e du Grand Prix de l'Armistice : 1934[27]
- Prix Léon Hourlier (omnium) :1934[28]
- 3e du Grand Prix d'Hiver de vitesse : 1934/35[14]
- Prix Emile Friol
- Prix Ernest Kauffmann
- Prix Edmond Jacquelin : 1936

## Vie privée
Il se marie, le 4 juin 1935, à Theix avec Bernadette Mayec,,. Ils divorcent en avril 1949.